# 丘日姆湖
62°30′34″N 34°59′17″E / 62.50944°N 34.98806°E
丘日姆湖（俄语：Чужмозеро），是俄羅斯的湖泊，位於該國西北部，由卡累利阿共和國負責管轄，長8.2公里、寬1.3公里，面積5.55平方公里，海拔高度55.7米，湖岸線長度23.6公里，集水區面積33.5平方公里，平均水深8.1米，最大水深30米。